# Ad tuendam fidem
Le motu proprio Ad tuendam fidem, signé par le pape Jean-Paul II en date du 18 mai 1998 et rendu public le 30 juin 1998, est un texte doctrinal de l'Église catholique.
Ce motu proprio précise la position de l'Église catholique sur « les vérités tranchées de manière définitive et devant être tenues par tous », et modifie deux canons de chacun des deux codes de l'Église : le Code de droit canonique de 1983 pour l'Église latine, et le Code des canons des Églises orientales.

## Composition
C'est un texte assez court (7 pages), rendu public pour les 30 ans du Credo du pape Paul VI. Il est accompagné par une « note doctrinale » (12 pages) datée de ce même 30 juin 1998, signée par le cardinal Ratzinger (qui sera ensuite le pape Benoît XVI). 
Les vérités énoncées sont :
- ou bien du domaine de la foi, et sont alors « de fide credenda » : elles doivent être crues « de Foi » (« premier alinéa », canon 750 § 1) ;
- ou bien simplement connexes à la foi, mais lui sont liées nécessairement, par une nécessité logique : elles sont alors « de fide tenenda », elles doivent être « tenues » pour vraies (« second alinéa », canon 750, § 2), elles sont définitivement tranchées, elles relèvent même de l'infaillibilité (voir Note doctrinale § 8).

## Contexte
Depuis le concile de Trente notamment, l'Église demandait à ceux qui accédaient à une charge ecclésiastique de prononcer une « profession de Foi », dite « profession de foi tridentine », qui a été placée en tête du Code de 1917 sous le nom de « profession de foi catholique » (voir canons 1406 à 1408 du Code de 1917 ; voir aussi Sacrorum antistitum). Cette exigence s'est perdue à l'occasion du concile Vatican II, et n'a pas été reprise dans le Code de droit canonique de 1983.
Dans un contexte de très forte contestation des enseignements pontificaux, de doute et d'incertitude, le 9 janvier 1989, la Congrégation pour la Doctrine de la foi publie deux nouvelles formules de profession de foi et de serment de fidélité, approuvée par un rescrit pontifical le 19 septembre 1989.
Le serment de fidélité distingue trois catégories de vérités auxquelles les fidèles doivent donner leur assentiment. Il était devenu nécessaire d'une part de préciser les choses du point de vue théologique, et d'autre part d'harmoniser les deux Codes avec cette distinction de trois catégories.

## La note doctrinale
La note du cardinal Joseph Ratzinger précise (au n° 11) un certain nombre de « vérités » qui relèvent de ce second alinéa : la doctrine sur l'invalidité des ordinations anglicanes (lettre apostolique Apostolicae Curae), la doctrine sur l'invalidité des ordinations de femmes (Ordinatio sacerdotalis).
Un rejet de ces enseignements est sanctionné par une "juste peine" pour le code latin (canon 1371 modifié).